# Landtagswahl in Kärnten 2018
- SPÖ: 18
- ÖVP: 6
- TK: 3
- FPÖ: 9

- Regierung: 24
- Opposition: 12

Die Landtagswahl in Kärnten 2018 fand am 4. März 2018 statt. Davor war der Kärntner Landtag zuletzt am 3. März 2013 gewählt worden. Die Wahlbeteiligung betrug 68,63 Prozent, insgesamt wurden 297.918 Stimmen abgegeben.

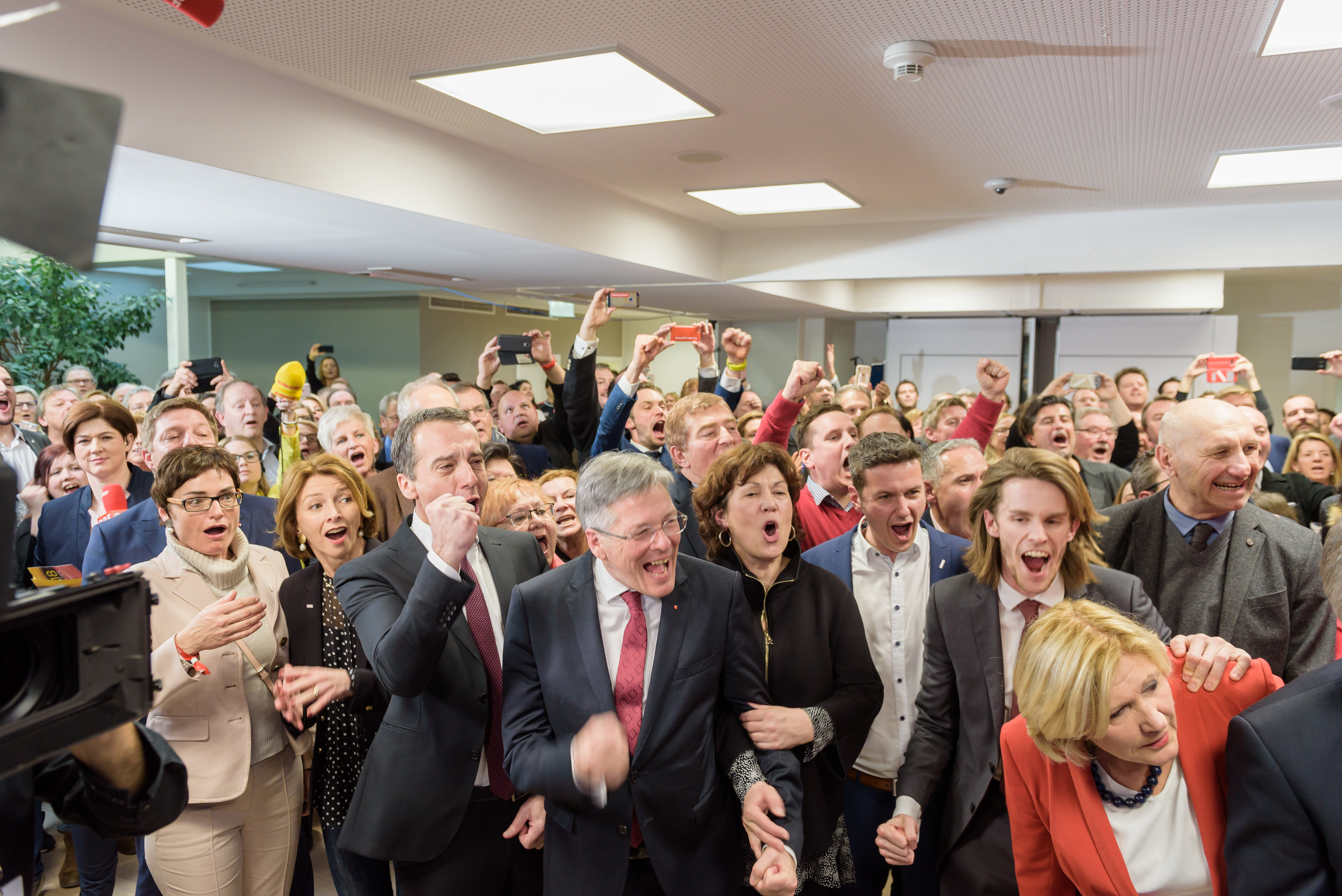
Beate Prettner, Gaby Schaunig, Christian Kern und Peter Kaiser am Wahlabend

Die SPÖ wurde mit 47,94 % deutlich stärkste Partei, erzielte ihr bestes Ergebnis seit 1984 und verfehlte die absolute Mehrheit nur knapp. Ebenso in den Landtag zogen die FPÖ mit 22,96 %, die ÖVP mit 15,45 % sowie das Team Kärnten mit 5,64 % ein. Letzteres, das aus der Kärntner Landesorganisation des Team Stronach hervorgegangen war, verlor die Hälfte der Stimmen und erreichte den Einzug nur knapp. Die Grünen, das Bündnis Zukunft Österreich, die NEOS, sowie Verantwortung Erde schafften den (Wieder-)Einzug nicht.

## Ausgangslage

### Wahlrecht und Wahlgang
Im Juni 2017 beschloss der Kärntner Landtag mit den Stimmen der Regierungskoalition (SPÖ, ÖVP und Grüne) sowie des Teams Kärnten eine Reform der Landesverfassung und eine Abschaffung des Proporzes. Bis zur Landtagswahl 2018 waren in der Kärntner Landesregierung alle Parteien ab einer bestimmten Größe nach dem Prinzip des Proporzes vertreten, nach der Wahl 2018 sollen nur noch jene Parteien vertreten sein, die sich auf eine Koalition einigen.
Wahlberechtigt war, wer am 4. März 2018 sechzehn Jahre alt war und am Stichtag, dem 2. Jänner 2018, einen Hauptwohnsitz in Kärnten und die österreichische Staatsbürgerschaft hatte. Insgesamt waren bei dieser Wahl 434.053 Personen wahlberechtigt, um 6.000 weniger als fünf Jahre davor.
Ab dem 2. Jänner 2018 durften die Parteien Unterstützungserklärungen sammeln. Parteien, die nicht von zumindest drei Landtagsabgeordneten unterstützt wurden, mussten 400 Unterschriften sammeln, mindestens 100 in jedem der vier Wahlkreise. Bis zum 26. Jänner 2018 mussten die Parteien ihre Wahlvorschläge einbringen. Bis zu diesem Tag hatten sich zehn Parteien für die Landtagswahl angemeldet. Bis auf die KPÖ, die im Wahlkreis West nicht antritt, kandidieren alle Parteien landesweit. Nach einer Prüfung durch die Landeswahlbehörde sollten am 1. Februar 2018 die Wahlvorschläge in einer Sitzung der Landeswahlbehörde endgültig beschlossen werden. Auch die Reihenfolge sollte bei dieser Sitzung festgelegt werden. Zuerst werden jene Parteien, die im Landtag vertreten sind, nach Stärke gereiht, danach folgen die neuen Parteien.
Der Vorwahltag fand am 23. Februar 2018 statt. An diesem Tag sollte in jeder Kärntner Gemeinde ein Wahllokal zumindest für zwei Stunden geöffnet sein, zumindest zwischen 18 und 19 Uhr. 4,6 Prozent der Wahlberechtigten haben bereits am Vorwahltag gewählt.
Die Wahlkarten wurden am 5. März 2018 ausgewertet. Es wurden 25.424 Wahlkarten ausgestellt, rund 30 Prozent mehr als bei der vorhergehenden Landtagswahl.

### Wahlkampf und Themen
Die Politologin Kathrin Stainer-Hämmerle bezeichnete den Wahlkampf im Rückblick als „wohltuend sachlich“. Überraschend fand sie, dass von der bisherigen Dreierkoalition aus SPÖ, ÖVP und Grünen, die ursprünglich auf zwei Legislaturperioden angelegt war, keine Rede mehr war.
Eine Woche vor der Wahl wurde eine Elefantenrunde im ORF übertragen. Dabei trafen die Spitzenkandidaten der kandidierenden Landtags- und Parlamentsparteien, Peter Kaiser (SPÖ), Gernot Darmann (FPÖ), Christian Benger (ÖVP), Rolf Holub (Die Grünen), Gerhard Köfer (Team Kärnten) und Markus Unterdorfer-Morgenstern (NEOS) in einer ORF-Pressestunde im ORF-Landesstudio Kärnten aufeinander, moderiert von Chefredakteur Bernhard Bieche und Politik-Redakteurin Martina Steiner.
Kontrovers diskutiert wurde dabei die Frage nach möglichen Koalitionen nach der Wahl, nachdem dies die erste Wahl nach Reform der Landesverfassung und Abschaffung des Proporzes war und nicht mehr alle Parteien automatisch in der Kärntner Landesregierung ab einer bestimmten Größe vertreten sind. Keiner der Kandidaten wollte sich auf eine bestimmte Koalition festlegen, die Grünen schlossen allerdings eine Koalition mit der FPÖ dezidiert aus. Eine Neuauflage der bisherigen Dreierkoalition wurde eher abgelehnt.
Weitere Themen waren die Schulden des Landes und damit die Hypo Alpe Adria und Heta Asset Resolution, die Dreierkoalition beanspruchte die Befreiung von den Hypo-Heta-Altlasten für sich. Debattiert wurde auch über die Abwanderung bzw. Urbanisierung, das Thema Arbeitslosigkeit und die Gesundheitsversorgung. Außerdem berichtete Gernot Darmann von einem Gerücht, wonach Peter Kaiser ab Mai 2018 die Bundes-SPÖ übernehmen und ihm Gaby Schaunig nachfolgen solle. Kaiser wies diese Behauptung als „glatte Lüge“ zurück.
Die ÖVP Kärnten erklärte einen regionalisierten Team-Wahlkampf zu führen. Während Bundeskanzler Sebastian Kurz in den Städten auf Werbetafeln präsent war, wurde der Kärntner ÖVP-Spitzenkandidat Christian Benger auf Plakaten in den Tälern und Regionen präsentiert, neben den Kärntner ÖVP-Ministern Elisabeth Köstinger und Josef Moser.

### Parteien
Zehn Parteien hatten Kandidatenlisten eingereicht:
SPÖ
Am 1. Juli 2017 präsentierte die SPÖ Kärnten die Kandidaten für die Nationalratswahl 2017 und auch für die Landtagswahl 2018. Angeführt wurde die Liste für die Landtagswahl von Landeshauptmann Peter Kaiser.
FPÖ
Die FPÖ präsentierte ihre Kandidaten für die Landtagswahl am 12. Dezember 2017. Spitzenkandidat war Gernot Darmann.
ÖVP
Die ÖVP Kärnten gab die Kandidatenliste für die Landtagswahl 2018 am 10. Juli 2017 bekannt, Spitzenkandidat war Christian Benger.
GRÜNE
Die Grünen Kärnten wählten am 1. Juli 2017 ihre Kandidatenliste. Rolf Holub wurde mit knapp 90 Prozent der Stimmen als Spitzenkandidat bestätigt.
TK
Das ehemalige Team Stronach Kärnten trat seit Dezember 2014 unter dem Namen Team Kärnten auf. Ab Oktober 2016 lautete die Bezeichnung „Freies Team Kärnten – Liste Gerhard Köfer“.
BZÖ
Im Juni 2017 folgte Helmut Nikel Johanna Trodt-Limpl als Landesparteiobmann des BZÖ Kärnten nach. Im Juli 2017 traten mit Johanna Trodt-Limpl und Wilhelm Korak die bundesweit letzten beiden Landtagsabgeordneten des BZÖ aus der Partei aus. Im November 2017 gab das BZÖ bekannt, bei der Landtagswahl mit Helmut Nikel als Spitzenkandidaten kandidieren zu wollen.
Verantwortung ERDE
Die 2015 vom Villacher Gemeinderat Sascha Jabali gegründete Liste „Verantwortung Erde“ gab im Jänner 2018 bekannt, die notwendigen 400 Unterstützungserklärungen für die Landtagswahl erhalten zu haben. Spitzenkandidat wurde Gerald Dobernig.
NEOS – Mein Südkärnten – Moja Južna Koroška
NEOS kandidierten gemeinsam mit der Wahlplattform Mein Südkärnten – Moja Južna Koroška. Im Jänner 2018 wurde der Unternehmer Markus Unterdorfer-Morgenstern bei der Mitgliederversammlung zum Spitzenkandidaten gewählt.
F.A.I.R
Die ehemalige Landessprecherin der Kärntner Grünen, Marion Mitsche, wurde von ihrer Grünen Partei Anfang Juli 2017 auf den relativ aussichtslosen Platz neun der Landesliste gewählt. Daraufhin kündigte sie im August an, gemeinsam mit dem ehemaligen Klagenfurter Klubchef Thomas Winter-Holzinger und Althofens Stadtrat Wolfgang Leitner eine neue Bewegung namens F.A.I.R. (Für alle interessierten Reformer) zu gründen, mit der sie bei der Landtagswahl 2018 antreten wolle. Parteifarbe wurde statt grün gelb-lila.
KPÖ und Unabhängige Linke/Levica
Die Kommunistische Partei Österreichs trat gemeinsam mit unabhängigen Kandidaten mit der Liste KPÖ und Unabhängige Linke/Levica nur in drei der vier Wahlkreise an. Spitzenkandidatin war Bettina Pirker.
Andere
Peter Kolba von der im Nationalrat vertretenen Liste Peter Pilz gab im Dezember 2017 bekannt, dass die Liste bei den Landtagswahlen 2018 in Kärnten nicht antreten werde. Die Freie Liste Österreich kündigte im September 2017 an, bei der Landtagswahl antreten zu wollen. Der im September 2017 aus dem Team Stronach Kärnten ausgeschlossene Martin Rutter kündigte im Oktober 2017 an, eine eigene Partei gründen zu wollen und bei der Landtagswahl antreten zu wollen.

## Umfragen
| Institut      | Datum      | SPÖ     | FPÖ     | ÖVP     | GRÜNE | TK    | NEOS  | BZÖ   | Sonst. |
| ------------- | ---------- | ------- | ------- | ------- | ----- | ----- | ----- | ----- | ------ |
| OGM           | 22.02.2018 | 44 %    | 24 %    | 18 %    | 2-3 % | 5 %   | 4-5 % | —     | 1-2 %  |
| M+R           | 05.02.2018 | 42-44 % | 26-28 % | 16-18 % | 3-4 % | 5-6 % | 2-3 % | —     | 2 %    |
| TrendCom      | 06.05.2017 | 39 %    | 28 %    | 13 %    | 12 %  | 4 %   | 3 %   | 0 %   | —      |
| IFAP          | 12.08.2014 | 43 %    | 16 %    | 17 %    | 13 %  | 4 %   | 4 %   | 2 %   | —      |
| Humaninstitut | 26.03.2014 | 38 %    | 16 %    | 12 %    | 14 %  | 10 %  | 7 %   | 3 %   | —      |
| IMAS          | 28.02.2014 | 36 %    | 18 %    | 10 %    | 15 %  | 8 %   | 10 %  | 1,5 % | 1,5 %  |

## Ergebnisse

### Gesamtergebnis

Stimmenstärkste Parteien nach Gemeinden

|                                        | Ergebnisse 2018 | Ergebnisse 2018 | Ergebnisse 2018 | Ergebnisse 2013 | Ergebnisse 2013 | Ergebnisse 2013 | Differenzen | Differenzen | Differenzen |
| -------------------------------------- | --------------- | --------------- | --------------- | --------------- | --------------- | --------------- | ----------- | ----------- | ----------- |
|                                        | Stimmen         | %               | Mand.           | Stimmen         | %               | Mand.           | Stimmen     | %           | Mand.       |
| Gesamt                                 | 297.918         | 68,63 %         | 36              | 331.207         | 75,15 %         | 36              | - 33.289    | - 6,52 %    |             |
| Ungültig                               | 3.826           |                 |                 | 6.924           |                 |                 | - 3.098     |             |             |
| Gültig                                 | 294.092         | 98,72 %         |                 | 324.283         | 97,91 %         |                 | - 30.191    | + 0,81 %    |             |
| Partei                                 |                 |                 |                 |                 |                 |                 |             |             |             |
| Sozialdemokratische Partei Österreichs | 140.994         | 47,94 %         | 18              | 120.396         | 37,13 %         | 14              | + 20.598    | + 10,82 %   | + 4         |
| Freiheitliche Partei Österreichs       | 67.538          | 22,96 %         | 9               | 54.634          | 16,85 %         | 6               | + 12.904    | + 6,12 %    | + 3         |
| Österreichische Volkspartei            | 45.438          | 15,45 %         | 6               | 46.696          | 14,40 %         | 5               | - 1.258     | + 1,05 %    | + 1         |
| Die Grünen – Die Grüne Alternative     | 9.188           | 3,12 %          | 0               | 39.241          | 12,10 %         | 5               | - 30.053    | - 8,98 %    | - 5         |
| Team Kärnten                           | 16.667          | 5,67 %          | 3               | 36.256          | 11,18 %         | 4               | - 19.589    | - 5,51 %    | - 1         |
| Bündnis Zukunft Österreich             | 1.075           | 0,37 %          | 0               | 20.745          | 6,40 %          | 2               | - 19.670    | - 6,03 %    | - 2         |
| ERDE                                   | 5.441           | 1,85 %          | 0               | n.k.            |                 |                 |             |             |             |
| NEOS                                   | 6.307           | 2,14 %          | 0               | n.k.            |                 |                 |             |             |             |
| F.A.I.R.                               | 622             | 0,21 %          | 0               | n.k.            |                 |                 |             |             |             |
| Kommunistische Partei Österreichs      | 822             | 0,28 %          | 0               | n.k.            |                 |                 |             |             |             |

## Folgen
Nachdem die SPÖ die absolute Mehrheit nur knapp verpasst hatte und gegen die Sozialdemokraten keine Mehrheitsbildung möglich war, führten diese Gespräche mit den drei übrigen Parlamentsparteien. Im Ergebnis kam es zur Bildung einer Koalition zwischen SPÖ und ÖVP. Peter Kaiser wurde erneut zum Landeshauptmann gewählt.